# 12910 Deliso
12910 Deliso è un asteroide della fascia principale. Scoperto nel 1998, presenta un'orbita caratterizzata da un semiasse maggiore pari a 2,6032793 UA e da un'eccentricità di 0,0552849, inclinata di 3,01310° rispetto all'eclittica.